# 최갑석 (1929년)
최갑석(崔甲錫, 1929년 3월 10일 ~ 2016년 11월 8일)은 대한민국 육군 소장 예편한 대한민국 군인 겸 행정정치가이고 기업가 겸 대학 교수이다.

## 주요 이력

### 주요 경력
- 육군 이등병 입대
- 일등상사에서 현지임관으로 소위 임관
- 육군 제8사단장
- 육군 제2군사령부 부사령관.
- 육군 소장 예편(1983년 10월 31일).
- 1984년 국민대학교 행정학과 겸임교수(1984년 8월).
- 1985년 서울대학교 행정학과 겸임교수 겸직(1985년 2월).
- 1988년 서울대학교 행정학과 겸임교수 직위 퇴임(1988년 2월).
- 1988년 국민대학교 행정학과 겸임교수 직위 퇴임(1988년 2월).
- 1988년 경상북도 영일군수 직무대행 서리(1988년 6월 11일)
- 1988년 경상북도 영일군수 직무대행 서리 퇴임(1988년 6월 28일).
- 1989년 신민주공화당 특임행정촉탁위원(1989년 2월).
- 1989년 신민주공화당 특임행정촉탁위원 직위 퇴임 및 신민공 탈당(1989년 5월 31일).
- 1989년 한양대학교 경영학과 겸임교수(1989년 8월).
- 1992년 한양대학교 경영학과 겸임교수 직위 퇴임(1992년 2월).
- 1992년 대한전국버스조합공정연합회 부회장(1992년 3월).
- 1995년 대한전국버스조합공정연합회 부회장 직위 퇴임(1995년 12월).
- 1996년 자유민주연합 전임고문(1996년 1월).
- 1996년 자유민주연합 전임고문 직위 퇴임 및 자민련 탈당(1996년 6월).
- 1996년 인하대학교 행정학과 석좌교수(1996년 8월).
- 2002년 인천대학교 행정학과 석좌교수(2002년 2월).

### 학력
- 충청남도 대전고등보통학교
- 대한민국 육군보병학교
- 대한민국 육군포병학교
- 대한민국 육군공병학교
- 명지대학교 경영학과 학사
- 대한민국 국방대학원 행정학 석사

#### 비학위 수료
- 서울대학교 경영대학원 최고경영자과정 수료